# Catotricha subterranea
Catotricha subterranea är en tvåvingeart som beskrevs av Boris Mamaev 1985. Catotricha subterranea ingår i släktet Catotricha och familjen gallmyggor. Inga underarter finns listade i Catalogue of Life.